# Dolly (pecora)

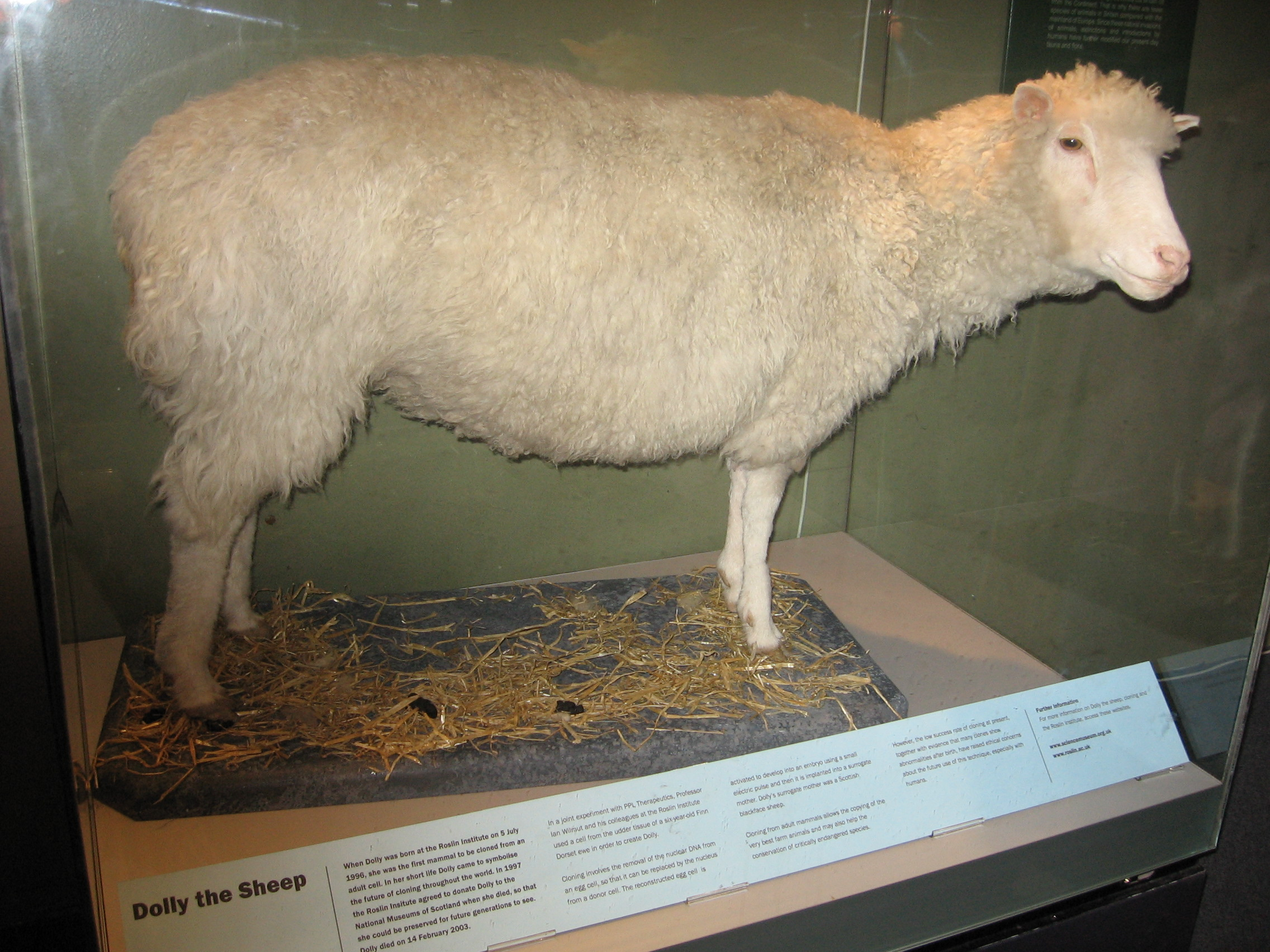
Preparazione tassidermica di Dolly, esposta al National Museum of Scotland

La pecora Dolly (Roslin, 5 luglio 1996 – Roslin, 14 febbraio 2003) è stata la prima pecora nonché il primo mammifero a essere stato clonato con successo da una cellula somatica, sebbene non il primo animale in assoluto a essere stato clonato con successo.

## Storia

### La clonazione
Dolly è nata al Roslin Institute in Scozia a pochi chilometri da Edimburgo, dove ha vissuto fino alla morte avvenuta circa sette anni dopo. Gli scienziati annunciarono la sua nascita solo l'anno successivo, il 22 febbraio 1997. Il nome "Dolly" le fu dato in onore della cantante country Dolly Parton, dato che la cellula usata per la clonazione fu una cellula mammaria.
Il metodo utilizzato da Ian Wilmut per ottenere la clonazione a partire da una cellula somatica adulta consiste nel trasferimento del nucleo da quella cellula: i nuclei di cellule non appartenenti alla linea germinale del donatore vengono trasferiti in cellule embrionali denucleate (private del proprio nucleo) e quindi indotti ad avviare lo sviluppo del feto tramite elettroshock e successiva impiantazione in una madre surrogata. Difatti Dolly ha avuto tre madri: una fornente il nucleo di una cellula non germinale e quindi il DNA (la vera pecora clonata), un'altra la cellula embrionale denucleata e l'ultima è la madre surrogata. Tramite tale metodo, Dolly è stata clonata nel 1996 a partire da una cellula somatica di una pecora donatrice di 6 anni.
Il 9 aprile 2003 i resti impagliati di Dolly sono stati posti al Royal Museum di Edimburgo, che fa parte del National Museum di Scozia.
Nel 1998 la pecora e la sua clonazione hanno ispirato un personaggio della soap opera Sentieri: il clone di Reva Shayne.

### La posizione scientifica
Nel 1999 su Nature è stata pubblicata una ricerca in cui si suggeriva che la pecora poteva essere suscettibile di un invecchiamento precoce a causa dei ridotti telomeri delle sue cellule. Si speculò che questi potevano essere stati ereditati dalla madre, che aveva l'età di 6 anni quando le fu prelevato il materiale genetico, così che Dolly poteva avere geneticamente già 6 anni alla nascita. I primi segni di un invecchiamento precoce sono stati effettivamente riportati nel 2002, quando Dolly aveva 6 anni. Sviluppò una forma potenzialmente debilitante di artrite, insolita a questa giovane età. Ciò andò a sostegno dell'ipotesi della senescenza prematura.
D'altra parte, il dott. Dai Grove White, della Facoltà di Scienze Veterinarie dell'Università di Liverpool, sostenne che "l'artrite potrebbe essere dovuta alla clonazione così come potrebbe non esserlo. Da quello che ne sappiamo, la pecora Dolly potrebbe essersi infortunata la zampa saltando sopra un cancello e favorito lo sviluppo dell'artrite". Inoltre, il dott. John Thomas ha evidenziato che la maggior parte degli animali clonati successivamente a Dolly mostrano telomeri di lunghezza normale e che nei cloni seriali essi addirittura si allungano a ogni successiva generazione. La comunità scientifica è, in ogni caso, concorde nel ritenere importante la prosecuzione e l'approfondimento dei metodi di clonazione. Il sostegno della comunità scientifica è unanime riguardo alla clonazione dei cavalli e alla clonazione dei maiali, al fine di ottenere organi animali idonei per il trapianto in esseri umani. Il metodo impiegato per la produzione di Dolly rappresenta una delle più importanti scoperte scientifiche: tale metodo ha sostanzialmente contribuito allo sviluppo delle biotecnologie e alla comprensione dei meccanismi epigenetici che regolano lo sviluppo cellulare (si veda anche il paragrafo Retaggio e dibattito).

### La morte
Dolly venne abbattuta venerdì 14 febbraio 2003, a causa di complicazioni dovute a un'infezione polmonare, frequente nelle pecore più anziane, ma che portò alla speculazione che Dolly fosse morta prematuramente. Gli scienziati di Roslin, comunque, dichiararono di non pensare che ci fossero connessioni con il fatto che Dolly fosse un clone e che anche altre pecore nella fattoria avevano avuto problemi simili, forse per il clima o per le condizioni non sicure.

## Retaggio e dibattito
La produzione di Dolly mostrò per la prima volta che i geni nei nuclei di cellule somatiche differenziate (mature) sono ancora capaci di agire come se fossero in una cellula allo stato totipotente, ancora capace di svilupparsi in una qualunque parte di un animale; per fare un esempio, i nuclei di una cellula della pelle, nelle giuste condizioni, possono ancora dare origine, ad esempio, a un neurone.
Dopo il successo di Dolly, molti altri mammiferi, principalmente di interesse zootecnico, sono stati clonati. Vi sono differenze nell'efficienza di clonazione delle diverse specie. Il tentativo di clonare degli argali non ha prodotto embrioni corretti. Il tentativo di clonare dei banteng ha avuto più successo, così come quello di clonare dei mufloni. Il metodo di riprogrammazione delle cellule necessario durante la clonazione non è perfetto e spesso i cloni mostrano sviluppi anormali. La clonazione dei mammiferi, in generale, è altamente inefficiente (Dolly è stato l'unico sopravvissuto di 277 tentativi – sebbene, nel 2014, degli scienziati cinesi riportino un tasso di successo nella clonazione di maiali pari al 70–80%). Ian Wilmut, a capo del team che ha creato Dolly, nel 2007 ha annunciato che la tecnica di trasferimento dei nuclei non sarà mai abbastanza efficiente da poter essere utilizzata con gli umani.
La clonazione, in ogni modo, ha lasciato il luogo della fantascienza per trasferirsi nella realtà, accompagnata da tutti i rischi e le promesse del progresso medico-scientifico. È già diventata un'opzione per salvare specie rare dall'estinzione. Nel gennaio del 2009, degli scienziati del Centre of Food Technology and Research in Aragona, nel nord della Spagna, hanno annunciato la clonazione dello stambecco dei Pirenei, che era stato dichiarato ufficialmente estinto nel 2000. Sebbene il neonato stambecco sia morto subito dopo la nascita a causa di difetti fisici nei suoi polmoni, questa è stata la prima volta che un animale estinto è stato clonato, e il tentativo ha aperto la porta per salvare le specie in via di estinzione o estinte di recente, grazie a tessuti da esse prese tenuti in stato di criogenia.